# Hendrik Jan Biemond
Hendrik Jan Biemond (Maassluis, 6 april 1969) is een Nederlands advocaat, politicus en voormalig officier van justitie.
Hendrik Jan Biemond is een bekend advocaat van het Amsterdamse kantoor Allen & Overy. Hij verdedigde de van beursfraude verdachte Eddy Swaab in de Clickfondszaak, een onderzoek van justitie naar grootschalige financiële fraude. Het lukte justitie niet om serieuze veroordelingen rond te krijgen.

## Politicus
Hendrik Jan Biemond is lid van de PvdA. Bij de gemeenteraadsverkiezingen in Amsterdam van maart 2018 werd hij gekozen als gemeenteraadslid voor de PvdA in Amsterdam. Strafrechtadvocaat en Eerste Kamerlid Britta Böhler liet weten dat ze in Biemond een goed minister van Justitie zag.
Biemond zorgde in 2019 voor landelijke ophef toen hij als protest tegen het wettelijk verbod om een boerka te dragen in bepaalde publieke ruimten, verkleed in niqaab deelnam aan Pride Amsterdam. Hij kreeg ook kritiek op deze actie uit de eigen partij. Zo bracht voormalig PvdA-Kamerlid Keklic Yücel naar voren: "Mijn PvdA strijdt altijd voor de vrijheid en gelijkwaardigheid van vrouwen en niet voor de onvrijheid en ongelijkwaardigheid van vrouwen". Daarnaast heeft de partijleider van de PVDA in Amsterdam, Marjolein Moorman, afstand genomen van de actie van Hendrik Jan Biemond: "Voor mij symboliseert een boerka de ongelijkheid van vrouwen en mannen. Een man mag zich vrij vertonen, maar de vrouw moet zich bedekken. Dat heeft voor mij niets met vrijheid te maken." Ook PvdA-voorman Lodewijk Asscher sprak zich uit over de actie. Hij vond het protest van Biemond tegen het boerkaverbod misplaatst.

## Officier van justitie
In 2002 stapte Hendrik Jan Biemond over van de advocatuur naar het Openbaar Ministerie. Hier was hij betrokken bij de veroordeling van verdachten in de fraudezaak bij het Ahold-concern. Voormalig Ahold-bestuurders Cees van der Hoeven, Michiel Meurs en Jan Andreae werden door Hendrik Jan Biemond veroordeeld gekregen wegens oplichting en valsheid in geschrifte.
In april 2007 keerde hij weer terug naar de advocatuur.